# Габидуллин, Ринат Гиндуллович
Рина́т Гинду́ллович Габиду́ллин (19 августа 1942, Старые Киешки, Башкирская АССР — 28 августа 2021) — российский политический деятель. Депутат Государственной Думы второго созыва (1995—1999), член фракции КПРФ; второй секретарь Башкирского республиканского комитета КПРФ.

## Биография
Родился 19.08.1942 г. в д. Старые Киешки Кармаскалинского района БАССР. Татарин.
1964—1968 — студент факультета журналистики Уральского госуниверситета, г. Свердловск.
1968—1979 — зам. редактора, редактор газеты «Восход» г. Ишимбая. В семидесятых годах преподавал в школе молодых журналистов при редакции газеты «Восход» (Ишимбай).
1979—1985 — зав. отделом, зам. редактора газеты «Советская Башкирия».
1985—1988 — директор издательства Башкирского ОК КПСС.
1988—1995 — зам. редактора газеты «Вечерняя Уфа».
Работал редактором, директором издательства, заместителем главного редактора газеты «Вечерняя Уфа».
1995—2000 — депутат Госдумы по общефедеральному избирательному списку от КПРФ.
2000—2003 — пом. депутата Госдумы, заместитель Председателя Коммунистической партии Республики Башкортостан.
2003 — по наст.время — на пенсии, участник оппозиционного движения.
В 1995 году избран депутатом Государственной Думы второго созыва. Вошёл в состав фракции КПРФ. Был заместителем председателя Комитета по информационной политике и связи. Был заместителем председателя Башкирского республиканского комитета КПРФ, кандидатом в члены ЦК КПРФ.
В марте 2003 года принимал участие в выборах депутатов Государственного собрания Республики Башкортостан по избирательному округу № 46. Занял третье место, набрав 16,35 % голосов.
В июне 2004 года на XIII отчётно-выборной конференции Башкирского республиканского отделения КПРФ избран вторым секретарём и членом бюро. Однако позднее в том же году в результате внутрипартийного конфликта в КПРФ Габидуллин подал заявление о выходе из партии. На пленуме Башкирского республиканского комитета КПРФ заявления о сложении полномочий подали первый секретарь рескома, член бюро рескома Валентин Никитин, секретарь рескома, член бюро Валерий Ширяев, члены бюро рескома — первый секретарь Уфимского райкома Леонид Михайлов и Владимир Хивинцев. По словам Габидуллина, причиной ухода в отставку секретариата рескома стало несогласие с политикой председателя ЦК КПРФ Геннадия Зюганова.
16 апреля 2005 года Габидуллин на митинге оппозиции в Уфе подвергся нападению, нападавший ударом кастета сбил его с ног и начал избивать на глазах милиции. Пришедшие на помощь Габидуллину женщины вынудили милиционеров задержать нападавшего. Согласно сообщениям в СМИ, нападавший принадлежал прорахимовской организации «Союз башкирской молодёжи». По словам местного оппозиционера, директора Фонда развития местного самоуправления Роберта Загреева, в тот же день на митинге было избито несколько стариков.
1 сентября 2009 года 67-летний Габидуллин был задержан милицейской опергруппой в Уфе при распространении листовок с призывом принять участие в акции протеста против отмены льгот пенсионерам. Во время допроса у него ухудшилось состояние здоровья, к нему была вызвана скорая помощь. Координационный совет региональных отделений политических партий и общественных организаций республики направлял по этому поводу запрос министру внутренних дел по Республике Башкортостан. В запросе говорилось, что Габидуллин «был подвергнут допросу с пристрастиями, оскорблениями и унижениями», «у Габидуллина начался нервный шок, который привел к потере способности двигаться», «выпустили Габидуллина спустя 6 часов после задержания. К нему, лежащему в конвульсиях у входа в отдел, была вызвана „скорая помощь“ и только медики с помощью укола спасли от худшего». Позднее Габидуллин заявил: «отступать перед диким произволом, вся сила которого в наглости — увольте, это ниже моего достоинства». Он отметил, что возвращённые ему листовки на следующий день раздал на том же месте.